# اوروش‌هازا
اوروش‌هازا (به مجاری: Orosháza) در بکش در کشور مجارستان واقع شده‌است. جمعیت این شهر ۳۰٫۶۸۸ نفر است.

## نگارخانه

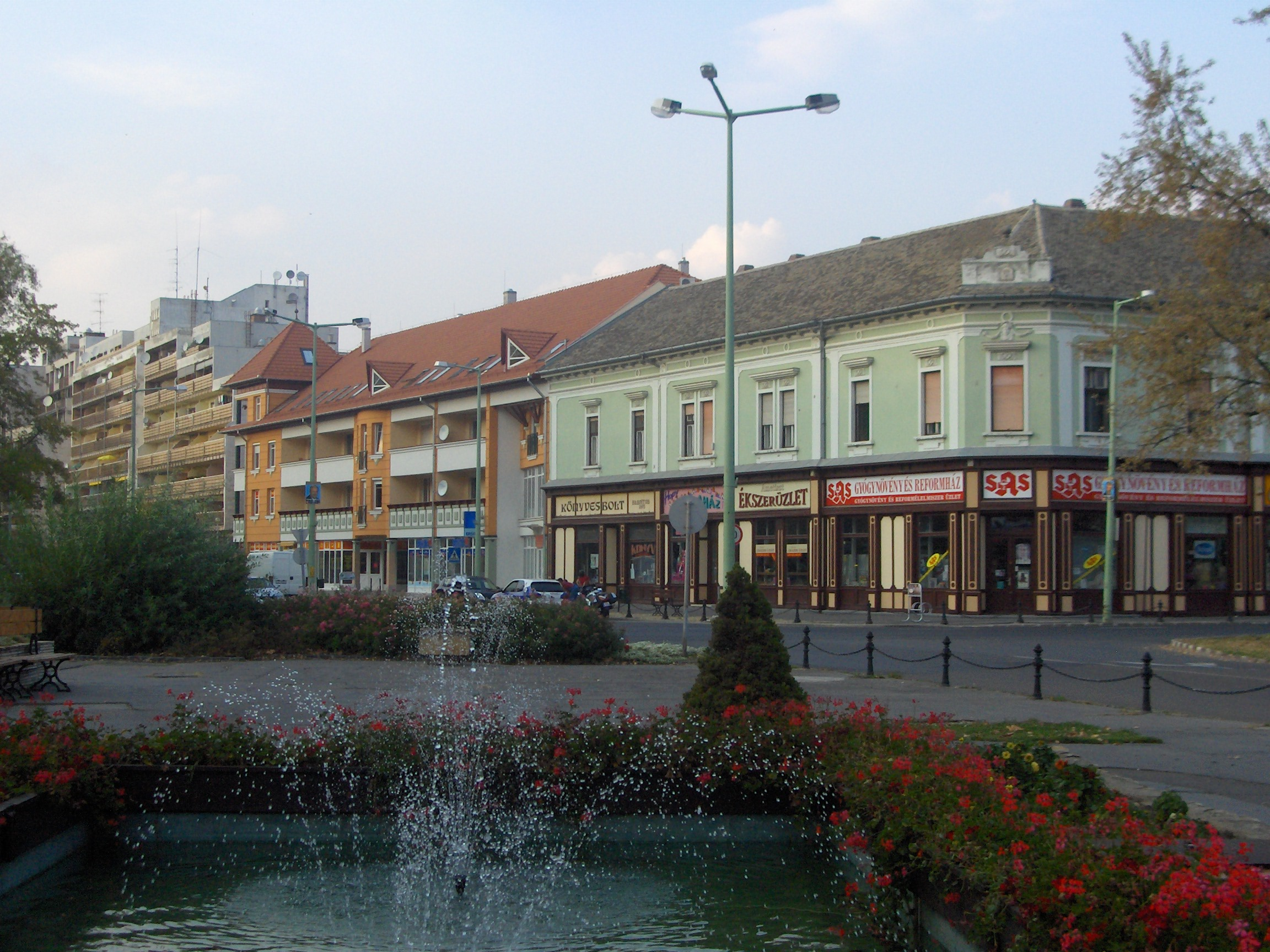
مرکز شهر
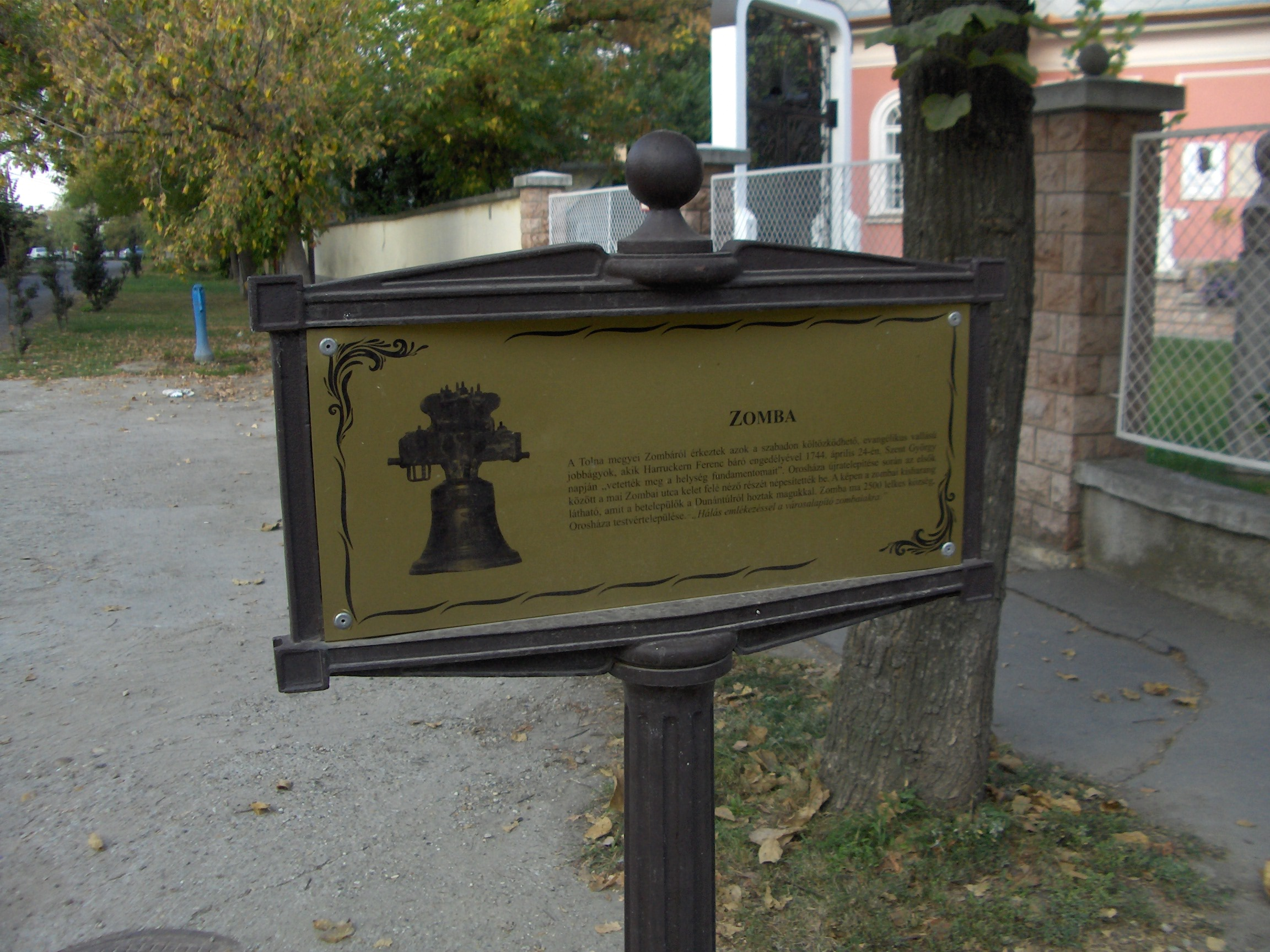
تابلوی سر خیابان زومبا
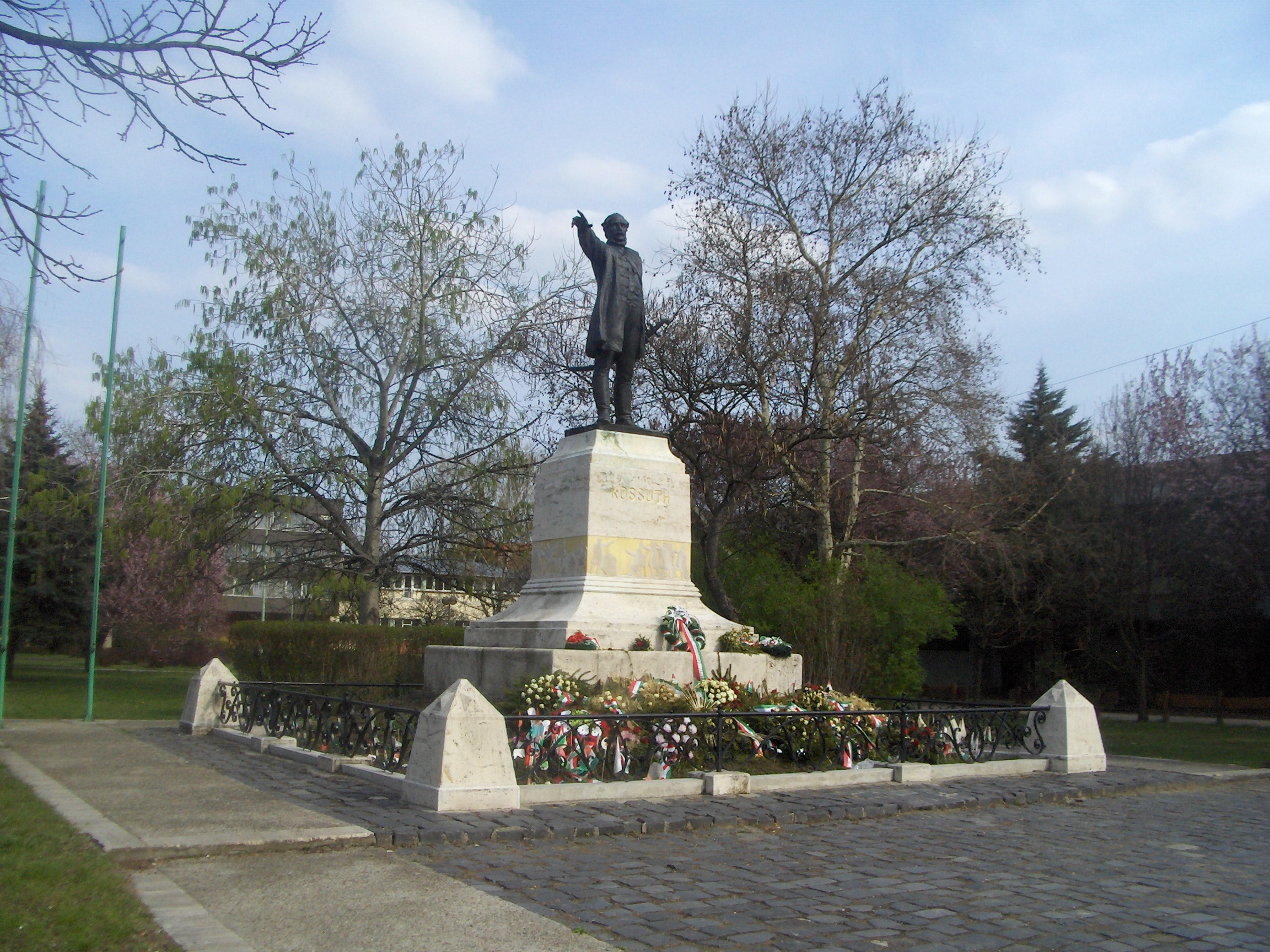
مجسمهٔ لایوش کشوت
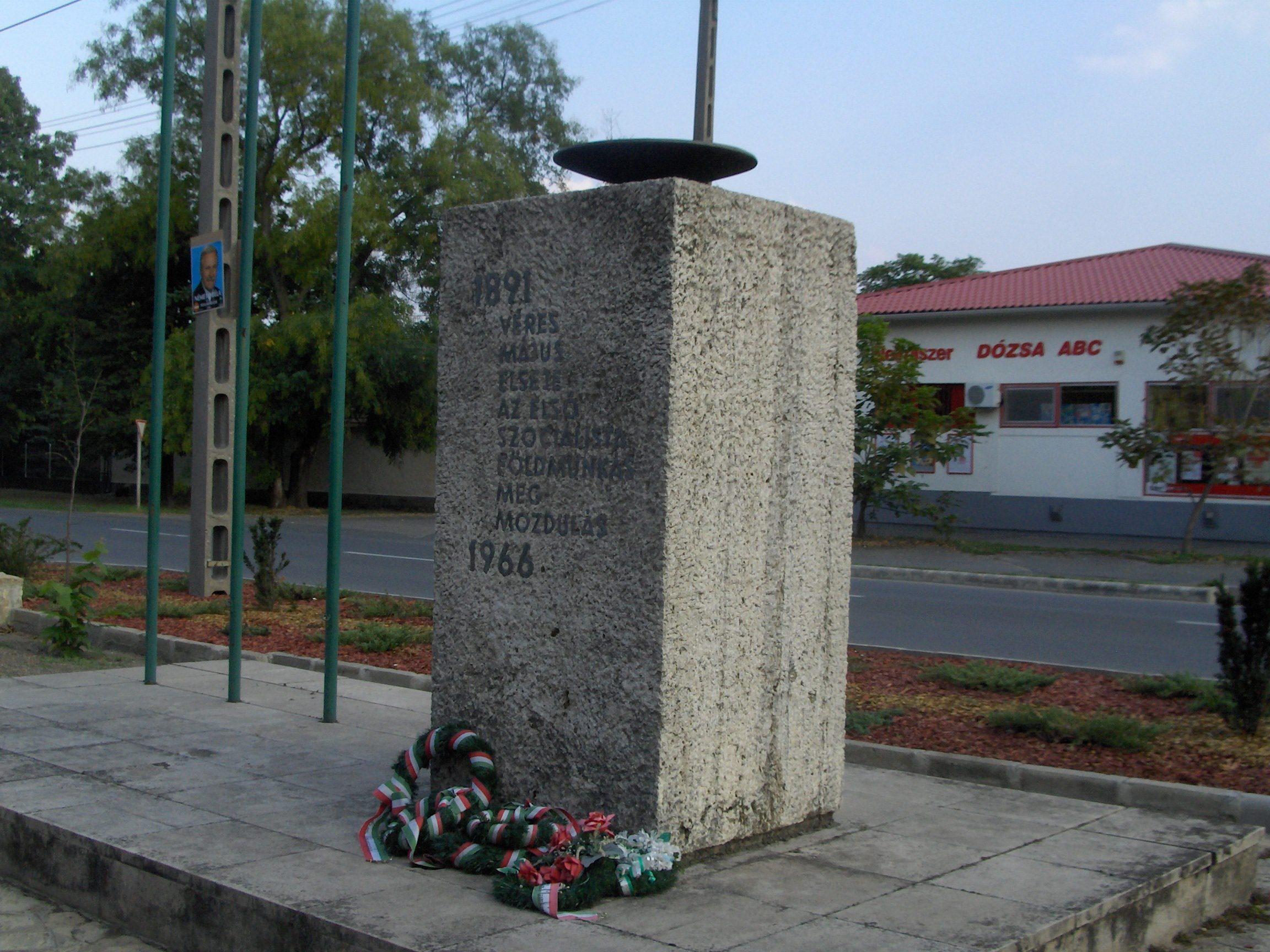
یادبود اول می
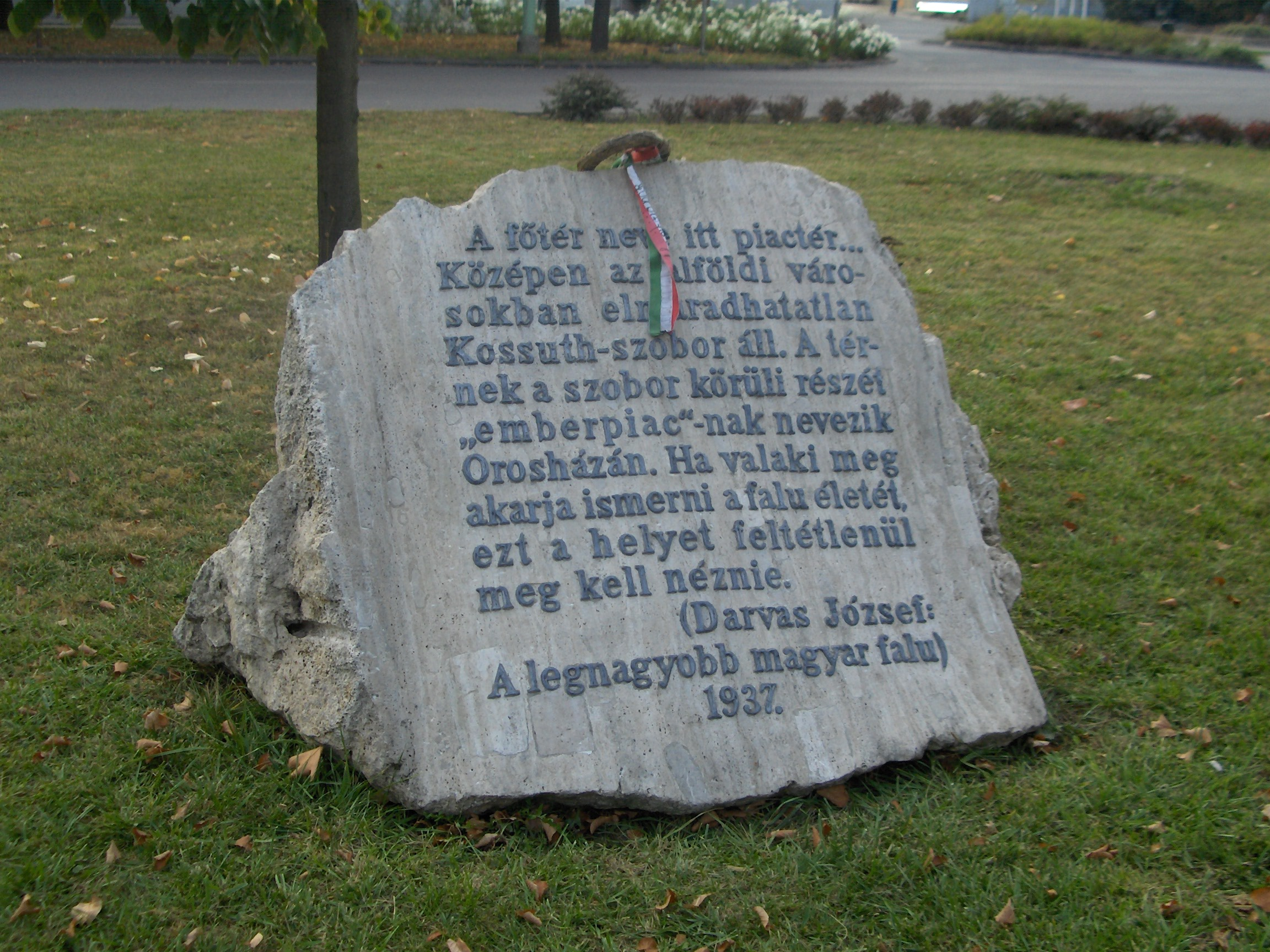
مجسمهٔ بزگترین روستای مجارستان